# 오본 (스위스)

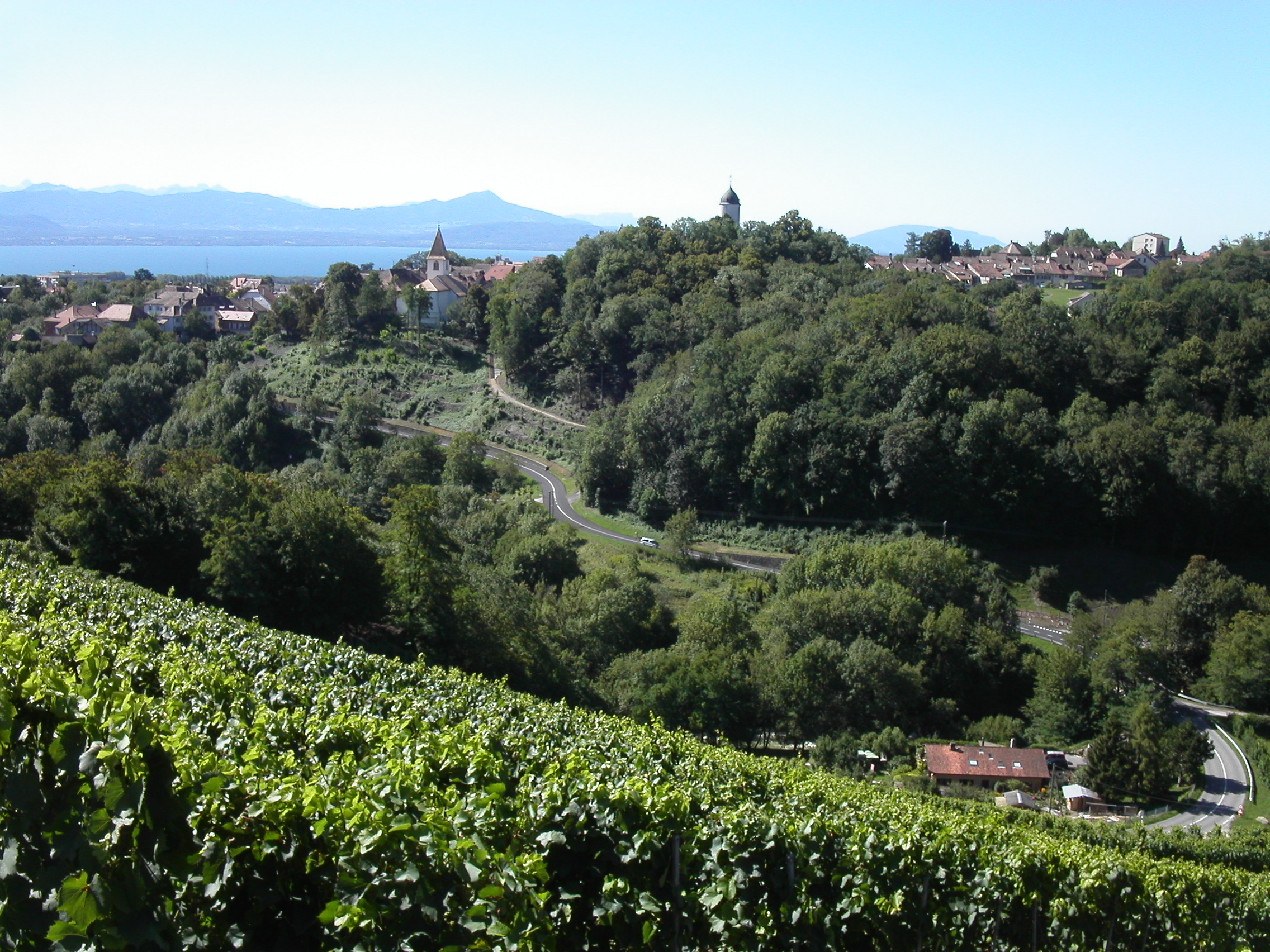
오본

오본(Aubonne)은 스위스 보주의 도시로, 2011년에 오보네에 합병되었고 2021년 1월 1일에 몬트로드와 합병되었다.